# اشچیانکا، استان وودژ
اشچیانکا، استان وودژ (به لاتین: Trzcianka, Łódź Voivodeship) یک منطقهٔ مسکونی در لهستان است که در Gmina Łyszkowice واقع شده‌است.